# Samsung Galaxy J2 (2016)
Samsung Galaxy J2 (2016) — Android — смартфон производства Samsung Electronics. Он был представлен и выпущен в июле 2016 года..

## Технические характеристики

### Аппаратное обеспечение
Galaxy J2 (2016) работает на базе Spreadtrum SC8830 SoC, включающая четырехъядерный 1,5 ГГц ARM Cortex-A7 CPU, ARM Mali-400MP2 GPU и 1,5 ГБ RAM. Внутренняя память объемом 8 Гб может быть увеличена до 256 Гб с помощью microSD.
Он оснащен 5,0-дюймовым Super AMOLED дисплеем с разрешением HD Ready (720×1280px). Он оснащен 8 мегапиксельной основной камерой с апертурой f/2.2, LED-вспышкой, автофокус и HDR; фронтальная камера имеет 5  мегапикселей и апертуру f/2.2. Вокруг основной камеры расположился светодиод для уведомления под названием Smart Glow..

### Программное обеспечение
Galaxy J2 (2016) поставляется с Android 6.0.1 «Marshmallow» и пользовательским интерфейсом Samsung TouchWiz..